# Algyő
Algyő este o comună în partea de sud-est a Ungariei, în județul Csongrád. Aici se află cel mai productiv câmp petrolier și de gaze al Ungariei. Descoperit în 1965, acesta are o producție anuală de peste 1 milion tone/an de petrol și 3.2 X 109 mc de gaze naturale anual pentru un număr de 1000 de puțuri. La recensământul din 2001 avea 5862 locuitori.

## Demografie
Componența etnică a satului Algyő
     Maghiari (95,3%)
     Romi (2,05%)
     Necunoscut (1,08%)
     Alții (1,57%)
Componența confesională a satului Algyő
     Romano-catolici (47,52%)
     Fără religie (24,18%)
     Reformați (4,88%)
     Atei (1%)
     Necunoscută (20,97%)
     Alte religii (3,68%)
Conform recensământului din 2011, satul Algyő avea 5.078 de locuitori. Din punct de vedere etnic, majoritatea locuitorilor (95,3%) erau maghiari, cu o minoritate de romi (2,05%). Apartenența etnică nu este cunoscută în cazul a 1,08% din locuitori. Nu există o religie majoritară, locuitorii fiind romano-catolici (47,52%), persoane fără religie (24,18%), reformați (4,88%) și atei (1,0%). Pentru 20,97% din locuitori nu este cunoscută apartenența confesională.